# 熊本県道165号玉名停車場立願寺線
熊本県道165号玉名停車場立願寺線（くまもとけんどう165ごう たまなていしゃじょうりゅうがんじせん）は、熊本県玉名市にある一般県道である。

## 概要
鹿児島本線玉名駅から玉名温泉方面に向かうルートをとっている。

### 路線データ
- 起点：熊本県玉名市中（鹿児島本線玉名駅前）
- 終点：熊本県玉名市立願寺（国道208号交点）

## 歴史
- 1960年（昭和35年） - 熊本県道48号玉名停車場立願寺線として路線認定される。
- 1967年（昭和42年） - 1972年（昭和47年）頃 - 整理番号が165となる。

## 地理

### 通過する自治体
- 玉名市

### 交差する道路
| 交差する道路            | 交差する場所 | 交差する場所     |
| ----------------------- | ------------ | ---------------- |
| 熊本県道347号寺田岱明線 | 中           | 玉名市春出交差点 |
| 国道208号               | 立願寺       | 終点             |

### 沿線
- JR九州鹿児島本線 玉名駅
- 玉名温泉
- 九州看護福祉大学
- 蛇ヶ谷公園